# Night Passage (film)
Night Passage is een Amerikaanse film uit 1957 van James Neilson met in de hoofdrollen James Stewart en Audie Murphy.
De film is gebaseerd op de gelijknamige roman uit 1956 van Norman A. Fox. Het was geen succes in de bioscopen en ook de kritieken waren vernietigend. Het was de tweede flop voor Stewart in een jaar tijd (ook The Spirit of St. Louis was een flop) en hij zou zich pas met Vertigo een jaar later weer herstellen.
Night Passage had de zesde western van regisseur Anthony Mann en James Stewart moeten worden in de legendarische reeks die klassiekers als Winchester '73 en The Man from Laramie opleverde. Maar Mann zag weinig in het scenario van Night Passage, dat hij ongeloofwaardig noemde, terwijl hij ook weinig ophad met Audie Murphy. Mann verliet de set na een ruzie met Stewart en beide mannen zouden nooit meer samen een film maken.

## Verhaal
Bij Junction City, Colorado wordt hard gewerkt aan de spoorweg. De mannen worden vermaakt door een accordeonspeler. Het is Grant McLaine, een voormalige beveiligingsmedewerker van de spoorwegmaatschappij. Vijf jaar geleden is hij uit die baan ontslagen omdat hij de beruchte Utica Kid heeft laten ontsnappen. Maar het tij lijkt te keren voor Grant als hij door spoorwegdirecteur Ben Kimball wordt gevraagd naar Junction City te komen om te praten over Whitey Harbin, een bandiet die de lonen van de spoorwegwerkers heeft gestolen. In de buurt van Junction City redt Grant een jongeman genaamd Joey Adams van zijn achtervolgers. Eenmaal in de stad gaat Grant naar het kantoor van Kimball. Daar krijgt hij het voorstel om 10.000 dollar aan lonen naar de spoormedewerkers te brengen. Volgens Kimball zal namelijk niemand vermoeden dat de spoorwegmaatschappij zoveel geld zal toevertrouwen aan een ontslagen medewerker als Grant. Als Grant in de trein stapt ziet hij ook Joey. De jongen vertelt dat hij lid is geweest van Whiteys bende, maar vervolgens probeerde weg te komen en dat zijn achtervolgers onder leiding van Concho ook in de trein zitten. Niet lang daarna wordt de trein overvallen door de bende van Whitey en de Utica Kid. Grant en Joey verbergen de lonen in een schoenendoos. De bende ontvoert Verna, de vrouw van Ben Kimball, die ook op de trein om haar te ruilen voor het geld. Ook Joey wordt, inclusief de schoenendoos, meegenomen, terwijl Concho Grant in het ravijn gooit. Grant komt weer bij en gaat naar de schuilplaats van de bende. Hij doet of hij zich wil aansluiten bij Whitey en de Utica Kid. Grant onthult dat de laatste eigenlijk Lee McLaine heet en zijn jongere broer is. Hoewel Grant door Whitey wordt geaccepteerd, daagt Concho hem uit tot een duel. Grant weet eenvoudig te winnen, waarna hij in de bende wordt opgenomen. Maar het noodlot slaat toe als Renner, de boekhouder van Ben Kimball, in het kamp arriveert. Hij blijkt de tipgever van Whitey te zien en onthult dat Grant het geld bij zich droeg. Iedereen richt zich nu op Grant, maar die weet in een spervuur van kogels te ontkomen. Hij vlucht de mijn in met Verna en probeert de bende op afstand te houden. Hij krijgt hulp van Joey, die echter wordt neergeschoten door Whitey. Uiteindelijk kiest de Utica Kid partij voor zijn broer en samen weten ze de hele bende uit te schakelen. Ze zijn alleen Whitey vergeten die van achteren de Utica Kid neerschiet. Grant doodt Whitey en neemt zijn stervende broer in zijn armen. Als Lee MacLaine alias de Utica Kid zijn ogen voorgoed heeft gesloten, rijdt Grant met de gewonde Joey naar het spoorwegkamp om de lonen uit te betalen.

## Rolverdeling

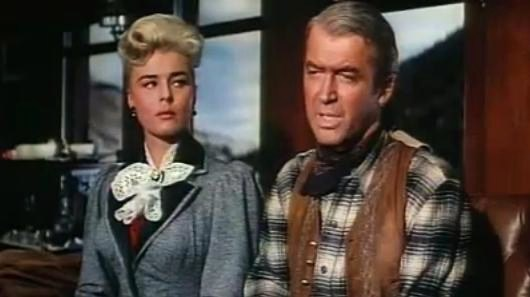
Elaine Stewart en James Stewart in Night Passage

| Acteur           | Personage      |
| ---------------- | -------------- |
| James Stewart    | Grant MacLaine |
| Audie Murphy     | The Utica Kid  |
| Dan Duryea       | Whitey Harbin  |
| Dianne Foster    | Charlotte Drew |
| Elaine Stewart   | Verna Kimball  |
| Brandon de Wilde | Joey Adams     |
| Jay C. Flippen   | Ben Kimball    |
| Herbert Anderson | Will Renner    |

## Achtergrond

### Acteurs
Marianne Cook en Dorothy Malone waren gekozen om de rol van Verna te spelen. Cook bleek echter zwanger en Malone weigerde omdat haar naam te laag op de affiches zou komen. Elaine Stewart had hier minder problemen mee en kreeg de rol. Anthony Mann, die oorspronkelijk was aangetrokken voor de rol, had moeite met de keuze voor Audie Murphy. Hij vond hem te klein voor de rol van Stewarts broer (James Stewart was een kop groter) en de ex-oorlogsheld had met zijn babyface alleen maar helden gespeeld in westerns, nooit schurken. Het was dan ook een ommekeer voor Murphy. Hij zou na deze film nog een schurk spelen, die van de huurmoordenaar in No Name on the Bullet uit 1959.

### Productie
De scènes rond de spoorweg werden gefilmd op de Durango & Silverton Narrow Gauge Railroad in Durango, Colorado. De filmploeg gebruikte een Denver & Rio Grande Western Railroad K-28 Class stoomlocomotief 476. Verder filmde men in Silverton, Animas Canyon and Durango, in Colorado. De gouverneur van Colorado, Ed Johnson, had een rolletje in de film. Nadat regisseur Anthony Mann kwaad was weggelopen, verwachtte iedereen dat Stewart ook de film voor gezien zou houden, maar hij ging koppig verder. Volgens sommigen was Stewart blij met het vertrek van Mann omdat hij nu meer controle over de film zou krijgen. De nieuwe regisseur, James Neilson, was een nieuwkomer en deed alles wat Stewart hem opdroeg.

## Muziek
De muziek bij de film werd geschreven door Dimitri Tiomkin. Hij was ook verantwoordelijk voor de volgende liedjes (op tekst van Ned Washington):
- Follow the River
- You Can't Get Far Without a Railroad

Beide nummers werden gezongen door James Stewart. In de film begeleidt hij zichzelf op de accordeon. Stewart speelde dit instrument al sinds zijn jeugd en later tijdens pauzes in filmopnames bespeelde hij de accordeon ter ontspanning.